# Tri-Angle
A Tri-Angle a dél-koreai TVXQ együttes 2004-ben megjelentetett első albuma, melyből 242 580 darabot adtak el, ezzel az év nyolcadik legsikeresebb nagylemeze volt. A Hug című kislemezből 169 532 példány fogyott és negyedik helyen debütált a havi slágerlistán. Második kislemezük, a The Way U Are második helyen végzett, 214 069 eladott példánnyal az év kilencedik legtöbbet eladott lemeze lett.

## Számlista
| #   | Cím                                                                                 | Dalszöveg             | Zene                        | Hossz |
| --- | ----------------------------------------------------------------------------------- | --------------------- | --------------------------- | ----- |
| 1.  | 믿어요 Midojo (Believe)                                                             | 박창현 Pak Cshanghjon | Pak Cshanghjon              | 4:51  |
| 2.  | Thanks To                                                                           | 김수정 Kim Szudzsong  | 이상인 I Szangin            | 4:22  |
| 3.  | Tri-Angle (feat. BoA, The Trax)                                                     | 유영진 Ju Jongdzsin   | Groovie. K, Ju Jongdzsin    | 4:34  |
| 4.  | 내 여자친구가 되어줄래? Ne jodzsacshinguga töodzsulle? (Will You Be My Girlfriend?) | 배화영 Pe Hvajong     | Daniel Pandher              | 3:43  |
| 5.  | Whatever They Say                                                                   | Young H. Kim          | William Pyon, Young H. Kim  | 3:48  |
| 6.  | Million Men                                                                         | 유영진 Ju Jongdzsin   | Ju Jongdzsin                | 3:29  |
| 7.  | 지금처럼 Csigumcshorom (Like Now)                                                   | Kenzie                | Kenzie                      | 4:21  |
| 8.  | I Never Let Go                                                                      | 이윤재 I Jundzse      | I Jundzse                   | 4:18  |
| 9.  | 꼬마야 Kkomaja (Hey, Kid)                                                           | 윤정 Jundzsong        | Jon Rydningen, Jeff Franzel | 3:39  |
| 10. | 넌 언제나 Non ondzsena (You Always)                                                 | 정경아 Csong Kjonga   | 박정원 Pak Csonghvon        | 3:46  |
| 11. | Hug                                                                                 | Jundzsong             | 박창현 Pak Cshanghjon       | 3:48  |
| 12. | My Little Princess                                                                  | 고영조 Ko Jongdzso    | 황성제 Hvang Szongdzse      | 3:51  |
| 13. | The Way U Are                                                                       | 태훈 Thehun           | Daniel Pandher              | 3:28  |
| 14. | Tri-Angle (TVXQ Version)                                                            | 유영진 Ju Jongdzsin   | Groovie. K, Ju Jongdzsin    | 4:05  |

| 15. | Hug (International Ver.) | 4:13 |